# Pitkevitch Glacier
Pitkevitch Glacier är en glaciär i Antarktis. Den ligger i Östantarktis. Nya Zeeland gör anspråk på området. Pitkevitch Glacier ligger 561 meter över havet.
Terrängen runt Pitkevitch Glacier är varierad. Trakten är obefolkad. Det finns inga samhällen i närheten.